# Guyra Shire
Koordinaten: 30° 12′ S, 151° 40′ O

Guyra Shire war ein lokales Verwaltungsgebiet (LGA) im australischen Bundesstaat New South Wales. Das Gebiet war 4.395 km² groß und hatte zuletzt etwa 4.400 Einwohner. 2016 ging es in der Armidale Region auf.
Guyra lag im Nordosten des Staates etwa 570 km nördlich der Metropole Sydney und 430 km südlich von Brisbane. Das Gebiet umfasste 57 Ortsteile und Ortschaften, darunter Backwater, Brockley, Guyra, Llangothlin, Oban, Tenderden, Tubbamurra, Wandsworth, Wards Mistake und Teile von Aberfoyle, Ben Lomond, Black Mountain, Bundarra, Ebor und Tingha. Der Sitz des Shire Councils befand sich in Guyra im Zentrum der LGA, wo zuletzt etwa 2.000 Menschen lebten.

## Verwaltung
Der Guyra Shire Council hatte sechs Mitglieder, die von den Bewohnern von drei Wards gewählt wurden (je zwei aus A, B und C Ward). Diese drei Bezirke waren unabhängig von den Ortschaften festgelegt. Aus dem Kreis der Councillor rekrutierte sich auch der Mayor (Bürgermeister) des Councils.